# Que Sorte a Nossa
"Que Sorte a Nossa" é uma canção lançada pela cantora Paula Mattos com a participação do músico Fernando Paloni (que fazia dupla com seu irmão Luiz Henrique), sendo liberada em 22 de abril de 2015. A música foi lançada dois meses após a morte de Fernando, vítima de leucemia. Num ritmo lento e cadenciado e lento do sertanejo, a letra fala sobre duas pessoas que estão dando sinais que querem uma a outra, tantos sorrisos e olhares existem por aí, mas ainda bem que elas se interessaram uma pelo da outra.

## Desempenho nas tabelas musicais
| Tabela musical (2015)                     | Melhor posição |
| ----------------------------------------- | -------------- |
| Brasil - Billboard Brasil Hot 100 Airplay | 30             |

## Versão de Matheus & Kauan
"Que Sorte a Nossa" é uma canção da cantora e compositora Paula Mattos, que foi gravada também pela dupla Matheus & Kauan. A versão da dupla foi lançada no dia 10 de junho de 2015 como terceiro single do álbum Face a Face. A canção fez muito sucesso no ano de 2015, sendo uma das mais tocadas nas rádios de todo Brasil e alcançando mais de 30 milhões de visualizações na internet, e também foi escolhida para fazer parte da trilha sonora de Malhação em 2016.

### Antecedentes e composição
Em entrevista exclusiva ao portal Paranaíba FM, os irmãos revelaram que a canção foi um presente de três amigos compositores. "Já tinha quase um ano que nós estávamos preparando o repertório para esse novo projeto. Um belo dia a gente estava no estúdio do Eduardo Pepato fazendo a produção das músicas e encontramos com Paula Mattos, Fernando Paloni e Luiz Paloni que nos deram esse presente maravilhoso que é a faixa 'Que Sorte A Nossa'. Em pouco tempo ela virou esse sucesso todo e estamos imensamente felizes com isso", explica o primogênito Kauan.

### Lista de faixas
| Download digital no iTunes |                     |         |  |
| N.º                        | Título              | Duração |  |
| 1.                         | "Que Sorte a Nossa" | 3:08    |  |

### Desempenho nas tabelas musicais
| Tabela musical (2015)                     | Melhor posição |
| ----------------------------------------- | -------------- |
| Brasil - Billboard Brasil Hot 100 Airplay | 4              |